# Maria Iwaszkiewicz

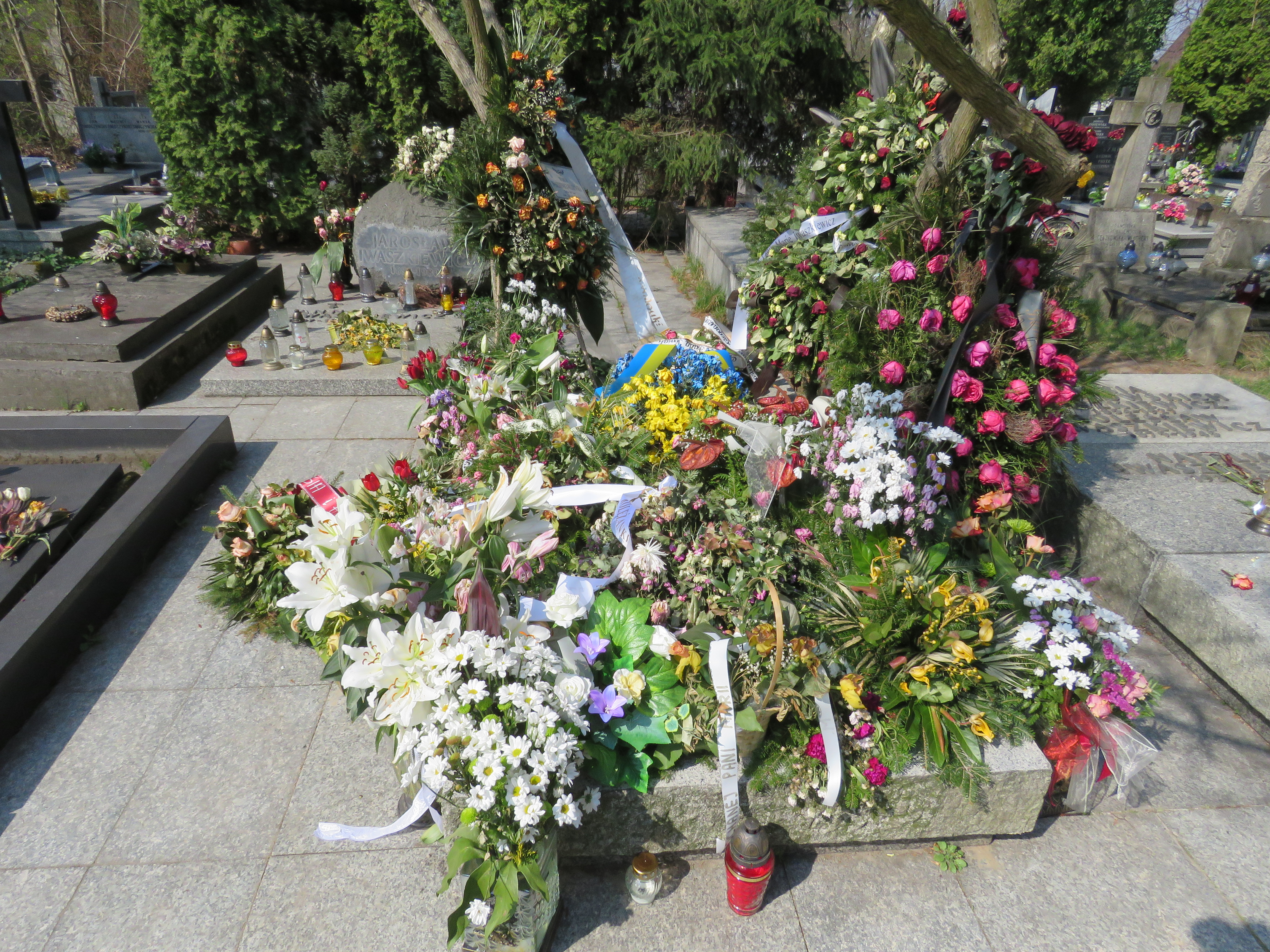
Grób Marii Iwaszkiewicz – Brwinów, 7 kwietnia 2019

Maria Iwaszkiewicz, 1° v. Włodek, 2° v. Wołosiuk, 3° v. Wojdowska (ur. 22 lutego 1924 w Warszawie, zm. 23 marca 2019 tamże) – polska pisarka, felietonistka, dziennikarka, długoletnia redaktorka Spółdzielni Wydawniczej „Czytelnik”.

## Biografia
Córka Anny i Jarosława Iwaszkiewiczów, wnuczka Stanisława Lilpopa. Młodsza siostra Marii, Teresa (1928–2012) – żona artysty malarza i dyplomaty Eugeniusza Markowskiego (1912–2007), była również dziennikarką, pracowała w redakcjach pism kobiecych, a następnie jako redaktor w wydawnictwie „Sport i Turystyka”.
Od 1928 mieszkała z rodzicami i siostrą Teresą w Stawisku w Podkowie Leśnej. W latach 1935–1937 pobierała nauki w szkole Sacré-Coeur w Brukseli, w latach 1937–1939 w warszawskim gimnazjum żeńskim J. Kowalczykówny i J. Jawurkówny, w 1939 w gimnazjum w Milanówku, a następnie na tajnych kompletach (matura 1942). W czasie okupacji włączyła się w działalność ruchu oporu: była współredaktorem młodzieżowego pisma konspiracyjnego „Podkowa News”, współautorką okupacyjnej „Szopki Podkowiańskiej”, uczestniczyła w tzw. olimpiadzie w Zarybiu.
W 1943 rozpoczęła konspiracyjne studia archeologiczne, które kontynuowała w latach 1946–1947 w Zakładzie Archeologii Uniwersytetu Warszawskiego. Od 1948 do 1952 pracowała w Wytwórni Filmów Dokumentalnych jako asystentka montażysty. W 1952 rozpoczęła pracę w Spółdzielni Wydawniczej „Czytelnik” jako redaktor, potem jako kierownik założonej przez siebie kawiarni (1957–1965) i ponownie redaktor (1965–1985).
19 stycznia 1955 na wniosek Ministra Kultury i Sztuki została odznaczona Medalem 10-lecia Polski Ludowej.
Po śmierci rodziców, realizując testament Jarosława Iwaszkiewicza, podjęła działania na rzecz utworzenia Muzeum im. Anny i Jarosława Iwaszkiewiczów w Stawisku i została jego honorowym kustoszem, uczestnicząc w tworzeniu, gromadzeniu i archiwizacji zbiorów muzeum.
W 2010 została Honorowym Obywatelem Miasta Podkowa Leśna.
Pochowana 30 marca 2019 na cmentarzu w Brwinowie, niedaleko grobu Jarosława i Anny Iwaszkiewiczów.

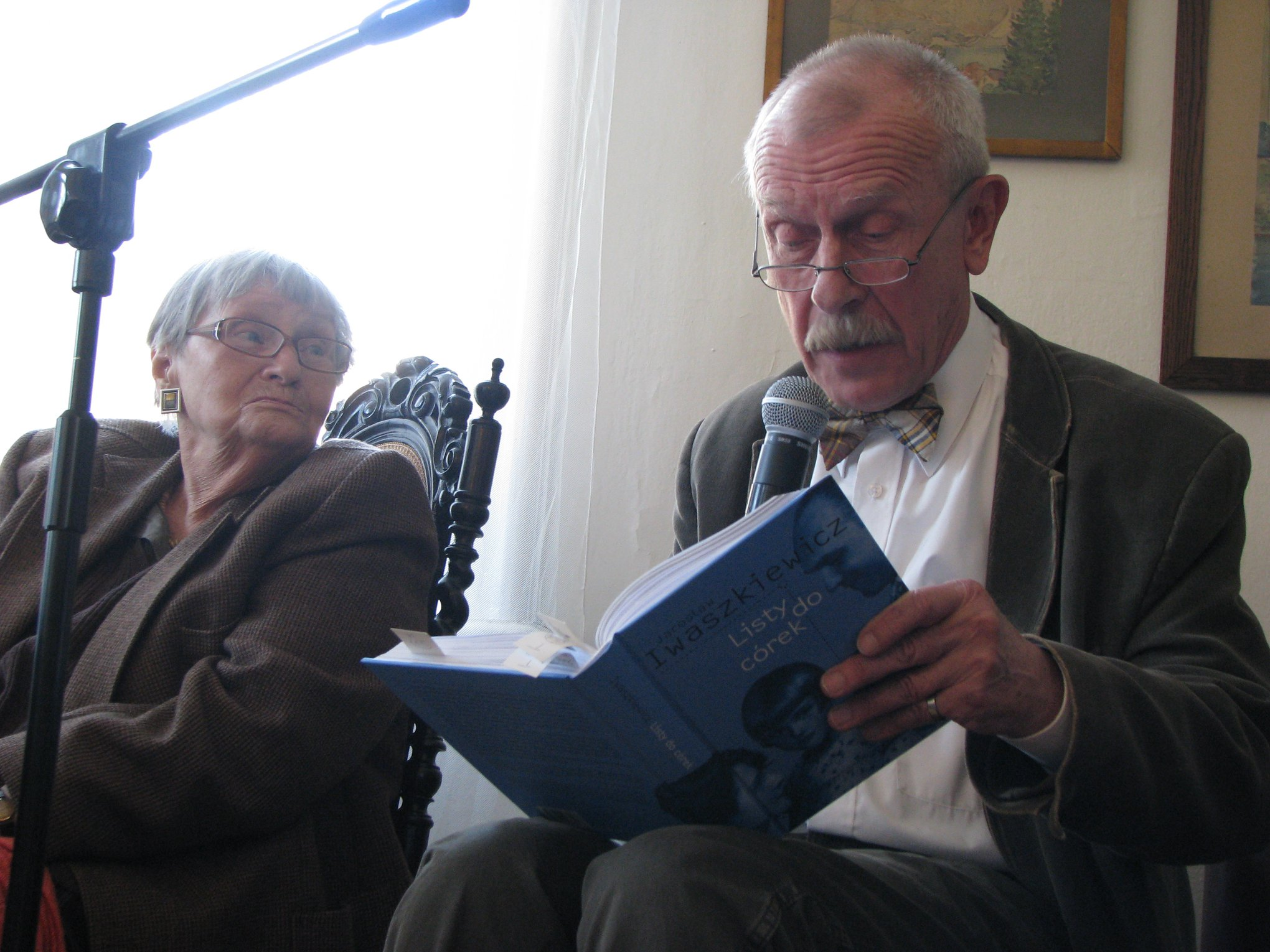
Maria Iwaszkiewicz z aktorem Józefem Duriaszem (lektura książki Jarosława Iwaszkiewicza Listy do córek) – Muzeum im. Anny i Jarosława Iwaszkiewiczów w Stawisku, 25 kwietnia 2010

## Życie prywatne
W sierpniu 1944 wyszła za mąż za aktora Stanisława Włodka (1919–2005), z którym miała dwoje dzieci – Macieja (ur. 1944) i Annę (ur. 1946). Z drugim mężem Janem Wołosiukiem (1922–2000), sekretarzem redakcji „Miesięcznika Literackiego”, miała syna Jana (ur. 1955). Trzecim mężem był pisarz Bogdan Wojdowski (1930–1994). 

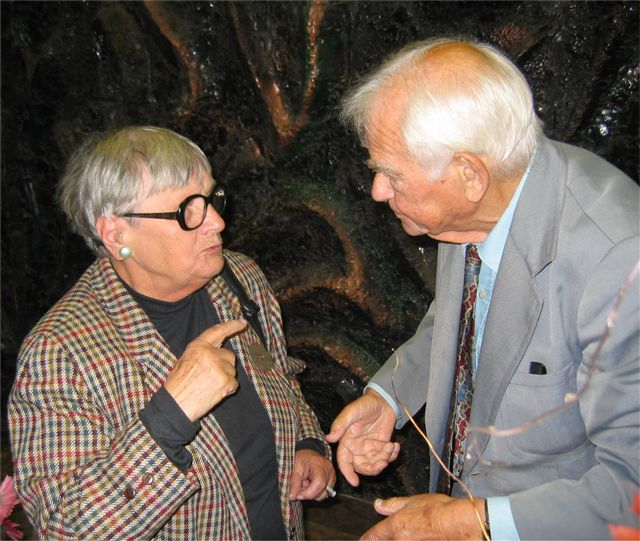
Maria Iwaszkiewicz z Ryszardem Matuszewskim (1914–2010), krytykiem i historykiem literatury. Biblioteka Narodowa, Warszawa, 10 września 2004

## Twórczość
Autorka licznych artykułów i felietonów prasowych, publikowanych m.in. w tygodniku „Przekrój”, „Gazecie Podkowiańskiej”, „U Nas”, „Podkowiańskim Magazynie Kulturalnym” i w dodatku kulturalnym „Życia Warszawy”.
Autorka książek o tematyce gastronomicznej i wspomnieniowych:
- Gawędy o jedzeniu (Wydawnictwo Przemysłu Lekkiego i Spożywczego 1967; Watra 1969, 1970, 1972, 1975; Ad Oculos 2009, ISBN 978-83-761-3029-3)
- Gawędy o przyjęciach (Watra 1975, 1977, 1979; Wydawnictwo Książkowe „Twój Styl” 1994, ISBN 83-854433-5-5)
- Kuchnia francuska (Krajowa Agencja Wydawnicza 1976, 1978; współautor: Stanisław Włodek)
- Kuchnia rosyjska (Krajowa Agencja Wydawnicza 1976, 1978; współautor: Stanisław Włodek)
- Kuchnia węgierska (Krajowa Agencja Wydawnicza 1976, 1978; współautor: Stanisław Włodek)
- Kuchnia włoska (Krajowa Agencja Wydawnicza 1977, 1978, 1991, ISBN 978-83-03-03092-4; współautor: Stanisław Włodek)
- Mali goście małych gospodarzy (współautorzy: Jolanta Makowska, Maria Wilczkowa; Instytut Wydawniczy CRZZ Centralnej Rady Związków Zawodowych 1979)
- Z moim ojcem o jedzeniu (Wydawnictwo Literackie 1980, ISBN 83-080029-0-0; Wydawnictwo Książkowe „Twój Styl” 2005, ISBN 978-83-85443-67-4)
- Luźne wspomnienia (Towarzystwo Przyjaciół Miasta-Ogrodu Podkowa Leśna 1998, ISBN 83-909244-1-2; seria: „Biblioteka Podkowiańska” tom V)
- Z pamięci (przygotował do druku Piotr Mitzner; Spółdzielnia Wydawnicza „Czytelnik” 2005, ISBN 83-070300-7-2; 2006, ISBN 83-070306-7-6, 2016, ISBN 978-83-070340-0-3)
- Kuchnia Iwaszkiewiczów (Społeczny Instytut Wydawniczy Znak 2018, ISBN 978-83-240-4838-0, 2019 ISBN 978-83-240-7051-0; kompilacja książek: Gawędy o jedzeniu, Gawędy o przyjęciach i Z moim ojcem o jedzeniu)
- Portrety (Wydawnictwo Akademickie „Sedno” 2020, ISBN 978-83-7963-096-7)

Ponadto przygotowała do druku książki Anny Iwaszkiewicz: Szkice i wspomnienia (wstępem opatrzył Paweł Hertz; Państwowy Instytut Wydawniczy 1987, ISBN 83-060139-0-5), Dzienniki (Wydawnictwo Książkowe „Twój Styl” 1993, ISBN 83-854431-9-3), Dzienniki i wspomnienia (Spółdzielnia Wydawnicza „Czytelnik” 2000, ISBN 83-070271-6-0; 2012, ISBN 978-83-070329-5-5). Jest autorką wstępu, podpisów i posłowia do albumu fotografii Stanisława Lilpopa Portret dżentelmena (Wydawnictwo Książkowe „Twój Styl” 1998, ISBN 83-716307-6-X; podpisy do części afrykańskiej Ryszard Kapuściński). W 2010, wspólnie z siostrą, Teresą Markowską, napisała słowo wstępne do książki Jarosława Iwaszkiewicza Listy do córek (oprac Anna i Radosław Romaniukowie; Państwowy Instytut Wydawniczy 2010, ISBN 978-83-060321-7-8).